# Zodiac Nautic
Cet article concerne l'entreprise issue des activités Marine du groupe Zodiac. Pour l'entreprise issue des activités aéronautiques, voir Zodiac Aerospace. Pour les autres significations, voir Zodiaque (homonymie).

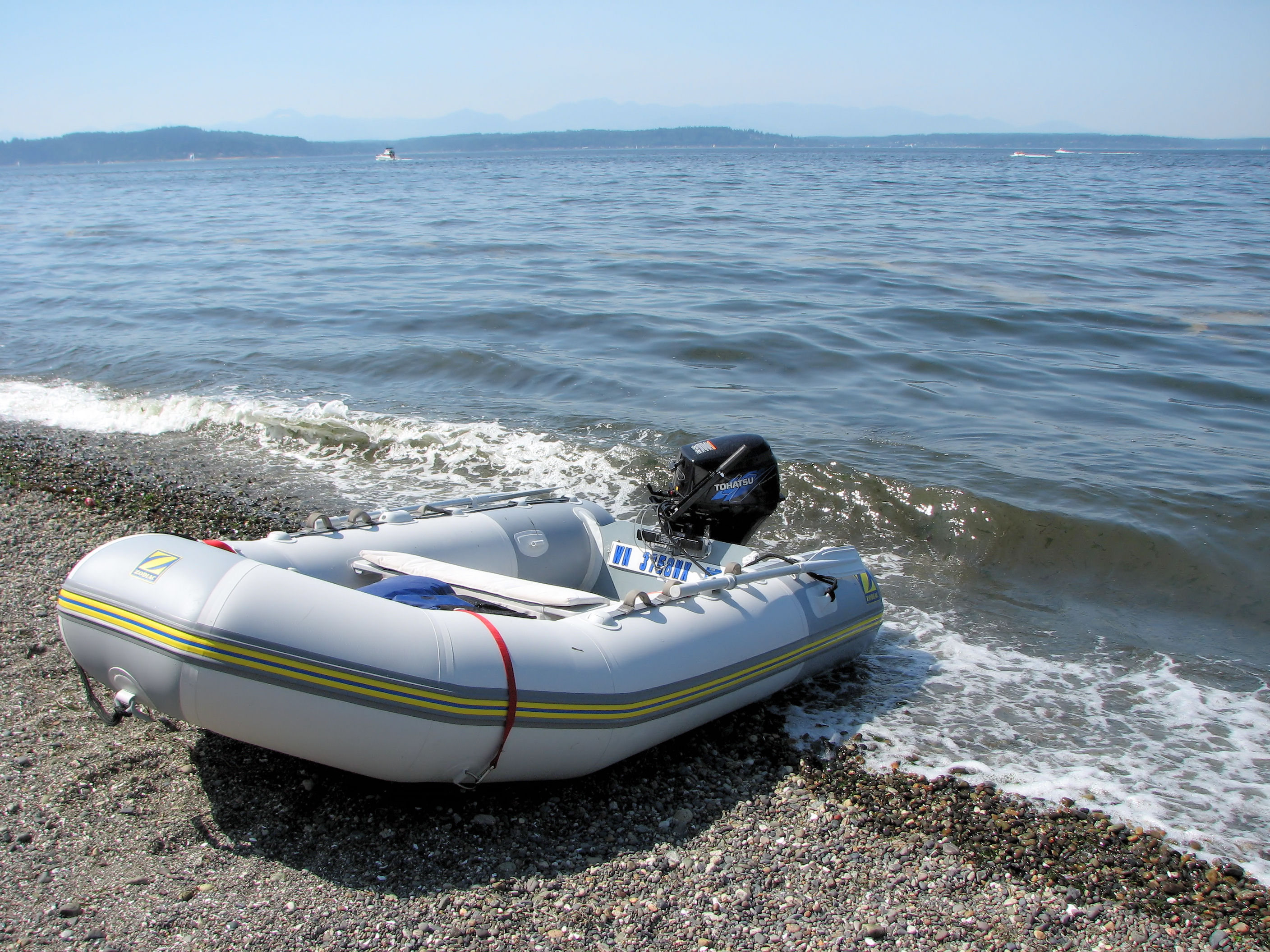
Zodiac sur une plage

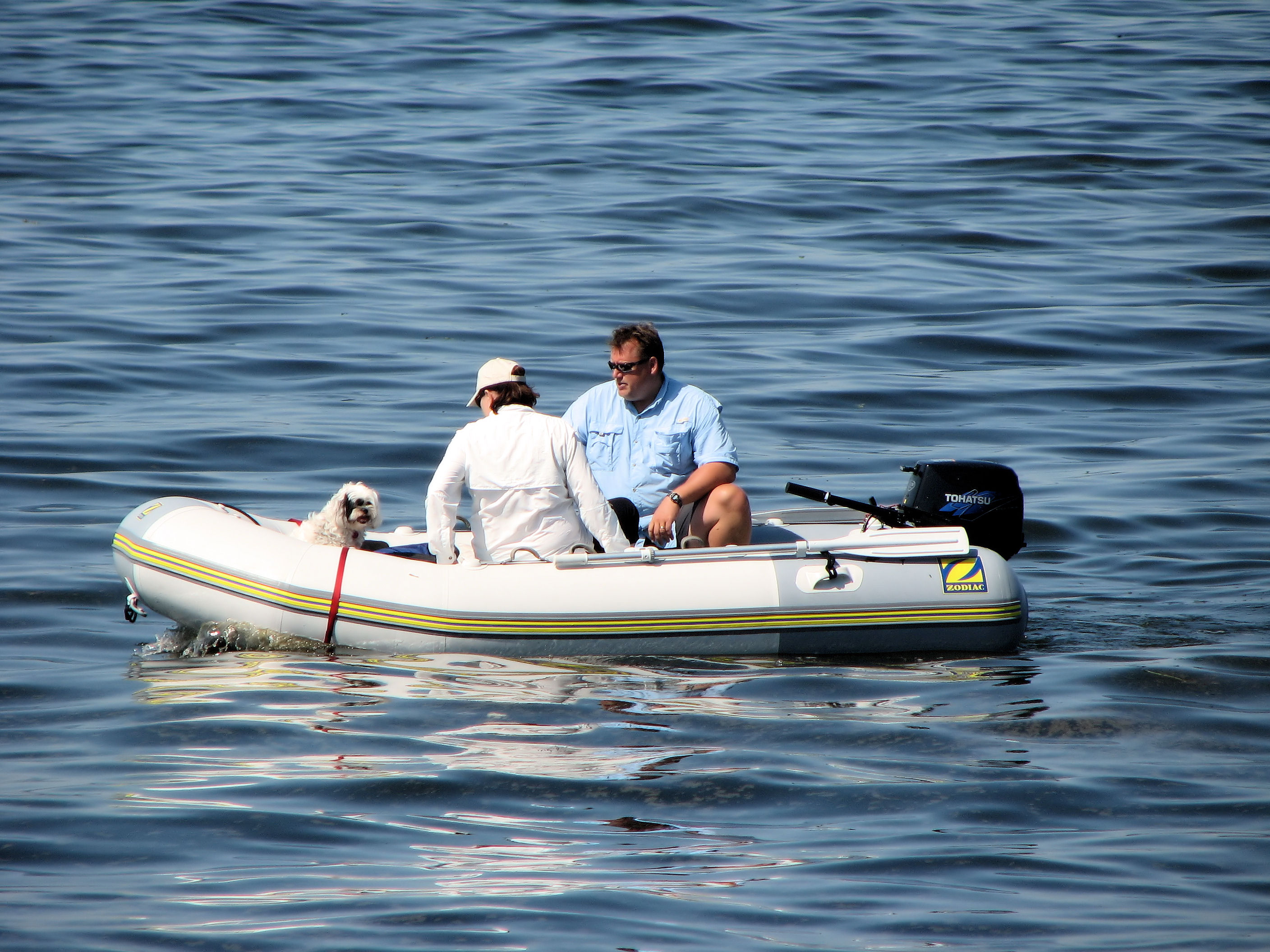
Zodiac

Zodiac Nautic Group, ou Z Nautic, est une entreprise française de bateaux pneumatiques créée en 2012 à la suite de la cession des activités marines de Zodiac Marine & Pool, dans laquelle elle trouve ses origines. Elle détient les droits de la marque "Zodiac" conjointement avec Safran, successeur de Zodiac Aerospace.

## Dénomination
Le terme Zodiac est utilisé couramment pour désigner un canot pneumatique, qui était l'un des produits phares de Zodiac Marine and Pool, mais, pour ne pas risquer de perdre ses droits sur la marque Zodiac française, la société s'opposait formellement à cet usage en 2007,.

## Histoire

### Groupe Zodiac (1896–2007)

#### 1900: les origines de Zodiac
Zodiac est directement issu de trois entreprises fondées par l'aérostier Maurice Mallet, la Société Mallet, Mélandri et de Pitray en 1896, créée pour une durée de quatre ans dans la perspective de créer un parc aérostatique lors l'exposition universelle de 1900, les Ateliers de Construction aéronautiques Maurice Mallet, puis  le 5 mars 1908 la Société française de ballons dirigeables et d'aviation, à la suite d'un accord avec Henry de la Vaulx (Comte de La Vaulx), ce dernier cédant la suite de ses baux, la propriété de son aéronat et son hangar en échanges de parts de la société. Des personnalités, des industriels et familles célèbres constituent le premier actionnariat, notamment la famille Schelcher, le prince Roland Bonaparte et Henri Auerbach, administrateur-fondateur des Automobiles Delahaye.
La particularité de cette entreprise est qu'elle s'adresse alors aussi bien aux particuliers désireux d'acquérir un aérostat qu'aux entreprises voulant afficher de la publicité sur les ballons. On ne connaît pas l'origine de cette marque déposée le 2 février 1909.
Dirigeables Zodiac :

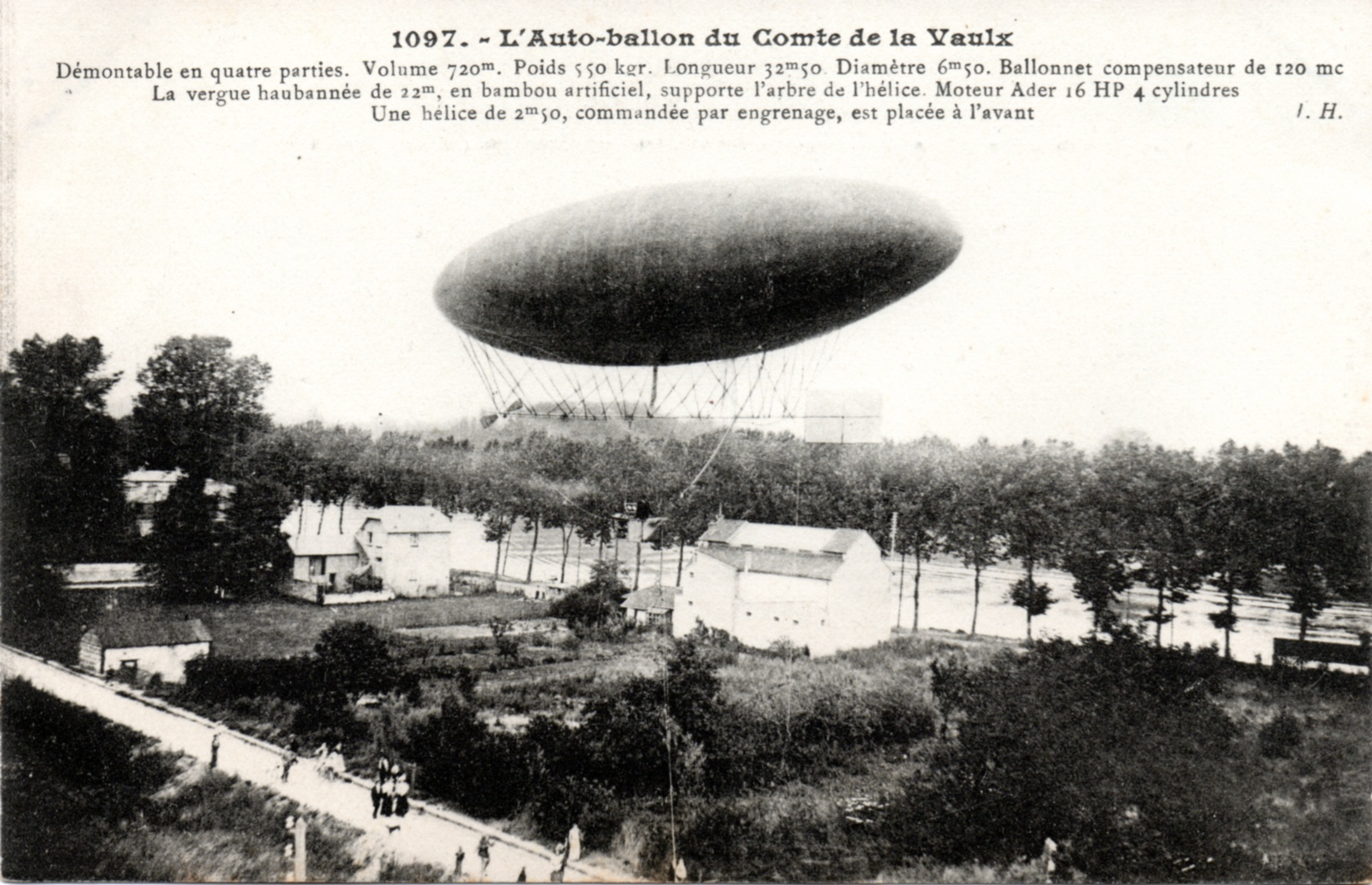
Auto-ballon d'Henry de La Vaulx en 1906 (Zodiac II)

- Le Comte de La Vaulx est construit en 1906. Rebaptisé Zodiac II après modifications en 1908.
- le Zodiac I (à l'origine nommé Le-Petit-Journal), dirigeable démontable, est construit en 1908.
- suit une série de dirigeables souples, jusqu'au numéro XI en 1913. Une grande partie est exportée.
- Le Spiess, 1913, un des rares dirigeables rigides construits en France. Similaire de conception à un Zeppelin, à l'exception de la structure qui est en poutrelles de bois creuses au lieu d'aluminium.
- Jusqu'aux années 1930, ce sont 63 dirigeables qui sortiront des ateliers Zodiac.

La société se diversifia en construisant également des « plus lourds que l'air », des avions monoplans et biplans.
La même année, elle change une première fois de nom pour devenir la Société française de ballons dirigeables et d'aviation Zodiac et une nouvelle fois en 1911, Société Zodiac, anciens Établissements aéronautiques Maurice Mallet.
De 1912 à 1914, elle construit également des hydravions et des moteurs de type Pickers.
Le déclenchement de la Première Guerre mondiale l'oblige à interrompre la fabrication d'avions, ce qui provoque des problèmes financiers.

#### 1930: l'essor des activités maritimes
Ses premiers contacts avec le domaine maritime ont lieu dans les années 1920, avec la construction de vedettes pour la Marine nationale française. Les premières recherches sur les bateaux pneumatiques (que l'on appellera plus tard couramment des Zodiac) débutent en 1930 avec les travaux de l'Ingénieur Pierre Debroutelle.
En 1934, l’entreprise développe les premiers prototypes de bateau pneumatique, ancêtres du célèbre Zodiac , qui contribuèrent au développement de l’industrie du bateau pneumatique civil et militaire. Zodiac s’oriente alors vers l’industrie du loisir en tournant la promotion de ses bateaux vers le marché civil.
Bien que travaillant beaucoup avec l'armée, un des objectifs de l'entreprise est également d'avoir un pied dans le domaine civil. Elle participe donc plusieurs fois à des manifestations de ballons aérostatiques.

#### Après-guerre: Zodiac s'ouvre à l'international
Le domaine des bateaux pneumatiques est alors principalement exploité par l'Armée, mais les traversées en 1952 à bord d'un Zodiac Mark III (surnommé L'Hérétique) du docteur Alain Bombard de Monaco à Tanger (avec un coéquipier anglais, Jack Palmer), puis de Las Palmas dans les Canaries à la Barbade permettent de prouver au public la solidité des bateaux pneumatiques. Ces traversées, avec un minimum de nourriture et d'eau douce, ont pour but de montrer la résistance de l'homme à un naufrage et les techniques à utiliser pour survivre le plus longtemps possible dans ces conditions.
L'activité maritime prenant de l'ampleur et la création de filiales à l'étranger (comme Zodiac Marine España en Espagne) poussent la société à changer une nouvelle fois de nom pour devenir en 1965 Zodiac.
Le domaine aéronautique n'est pas délaissé pour autant. En 1966, le Centre national d'études spatiales (CNES), dans le cadre du projet EOLE, commande la réalisation d'un ballon météorologique.
Au début des années 1970, la société connaît des problèmes financiers, qu'elle règle en se recentrant sur sa principale activité, les bateaux pneumatiques.
En 1979, le groupe Zodiac acquiert Bombard-L’Angevinière (no 2 des bateaux pneumatiques), et Sevylor en 1981 (1er producteur français de structures gonflables légères en PVC).
L'entreprise entre en Bourse le 7 février 1983, sur le CAC Mid 100 de la Bourse de Paris.

### Zodiac Marine & Pool (2007–2012)

#### 2007: le groupe Zodiac se désengage de ses activités «marine» et équipements de piscine
Le 17 avril 2007 est annoncée la poursuite de pourparlers en vue de céder les activités « marine » à une holding détenue à 72 % par le groupe Carlyle et à 28 % par Zodiac.
Le groupe Zodiac et le groupe Carlyle ont annoncé le 28 septembre 2007 avoir finalisé le rapprochement de Zodiac Marine avec Jandy Pool Products, pour créer Zodiac Marine & Pool. Cette nouvelle société est détenue à hauteur de 69 % par Carlyle Group, 27 % par le groupe Zodiac et 4 % par l'équipe de direction.
En 2011, Zodiac Marine & Pool annonce la fermeture de trois usines, Llanelli (Royaume-Uni), Rosas (Espagne) et à Rochefort, en Charente-Maritime, ainsi que la suppression de 281 postes dont 105 en France. Le groupe se dit "fragilisé" par la concurrence asiatique. Néanmoins, Zodiac Marine & Pool prévoit un nouveau site production en Tunisie et le redéploiement de son activités vers quatre usines européennes, dont notamment à Ayguesvives ainsi qu'à Saint-Jean d'Illac, en Gironde.

#### 2012: scission de Zodiac Marine & Pool
En décembre 2012, le groupe Zodiac Marine & Pool cède ses activités marine de loisir (Zodiac Recreational) de loisir Zodiac Marine au fonds de retournement OpenGate Capital, puis en janvier 2013 ses activités marine militaire Zodiac Milpro et environnement, EVAC, au fonds Oaktree Capital. Zodiac Marine & Pool devient ainsi Zodiac Pool Systems, domiciliée aux États-Unis.
Les activités marines de loisir de Zodiac Marine & Pool, Zodiac Recreational, cédées au fonds OpenGate Capital, deviennent une société : Zodiac Marine est immatriculée le 5 février 2012.

### Zodiac Marine (2012–2015)
En janvier 2014, le fonds OpenGate Capital réinjecte 5 millions d'euros dans le capital de Zodiac Marine selon son  directeur général Olivier Sauty de Chalon, qui appelle à une restructuration « absolument nécessaire » de l'entreprise.
En octobre 2014, Zodiac Marine annonce un plan social économique (PSE) licenciant près de 47 salariés sur son site d'Ayguesvives et une délocalisation de sa production en Chine.
Le 2 avril 2015, Zodiac Marine est placée en redressement judiciaire et en liquidation judiciaire le 30 juillet 2015.
Le 16 avril 2015, sa filiale américaine Zodiac Marine North America annonce dans un communiqué être "indépendante" de sa société mère française et difficulté, assurant que 80 % des pièces utilisées pour sa production locale viennent des États-Unis.

#### 2015: en difficulté, Zodiac Marine se scinde
Zodiac Marine est cédée le 1er juillet 2015 à Energetic Développement et 75 emplois sur les 180 en France sont conservés. La branche « espace » de Zodiac Marine composée de 25 personnes est quant à elle reprise par le groupe industriel français Airstar, et devient Airstar Aerospace.

### Zodiac Nautic (2015–)
Le 1er juillet 2015, le tribunal de commerce de Nanterre entérine l'offre de rachat de "Energetic Développement" dirigée par Dominique Heber-Suffrin, pour reprendre « Z Marine ». Une nouvelle société est créée qui portera le nom de Z Nautic.
En février 2016, Zodiac Nautic annonce quitter la Chine et relocaliser la production sur son site d'Ayguevives, près de Toulouse.
Fin 2019, Pierre Bastid prend la direction de l'entreprise, en remplacement de Dominique Heber-Suffrin, quittant la direction mais restant actionnaire minoritaire.

## Activités
Les activités du groupe touchent aux domaines de la Marine avec les bateaux pneumatiques. Les activités de piscines pour particuliers (Zodiac Pool Solutions) et d'équipements comme les coussins gonflables de sécurité et les systèmes de télémesures et de télétransmissions (Zodiac Milpro) ne font plus partie de Zodiac Nautic.